# Sopa de ratpenat frugívor
La sopa de ratpenat frugívor és un plat tradicional de la gastronomia de Palau, on es considera una delicadesa culinària nacional. Empra com a ingredient principal la guineu voladora de les Palau, una espècie de ratpenat endèmica de Palau en estat de vulnerabilitat tant per la caça com l'exportació comercial històriques i, en grau més baix, per l'ús culinari que encara se'n fa.
Es tracta d'un brou en què es cou l'exemplar sencer —prèviament rentat amb aigua—de ratpenat, inclosos el cap, la pell i les ales, amb aigua bullent i en un brou fet de llet de coco, gingebre, espècies diverses i guarnit amb verdures, segons les preferències. Se serveix en bols, amb el cos del ratpenat boca amunt i mirant cap al comensal. La carn de la guineu voladora de Palau és considerada tendra, suau i amb matisos dolços propers a la tonyina vermella, per mor de la seva dieta basada en fruita fresca.
Es considera que la sopa de ratpenat frugívor no deixa de ser un plat de subsistència que prové del llegat històric palauià: escassetat de sòl fèrtil, aïllament geogràfic, poca activitat ramadera i la necessitat d'adaptació a un entorn alimentari limitat i hostil. La preparació té una aportació calòrica molt elevada, parteix de dos dels recursos històricament més comuns a l'illa —el coco i la guineu voladora de les Palau— i conté una font de proteïna significativa (200 Kcal per ració de 85 grams de carn de ratpenat).
Es tracta d'una menja que, durant la pandèmia de COVID-19, fou instrumentalitzada a les xarxes socials com a notícia enganyosa per tal de crear una narrativa d'odi contra la cultura asiàtica. S'arribà a viralitzar el vídeo d'una ciutadana xinesa menjant sopa de ratpenat frugívor a Palau el 2016, manipulat com si fos una de les causes socioculturals del brot de coronavirus que esclatà a Wuhan a finals del 2019. Aquest cas destacat, amb d'altres vinculats als usos del ratpenat en l'àmbit culinari, ha estat documentat notablement en publicacions acadèmiques com a exemple de la biopolítica en discursos racistes.